# Le shérif est en prison
Pour plus de détails, voir Fiche technique et Distribution.
Le shérif est en prison (Blazing Saddles) est un film américain réalisé par Mel Brooks, sorti en 1974.

## Synopsis
L'histoire se déroule dans l'Ouest américain en 1874 (avec un grand nombre d'anachronismes).
La mise en place d'une ligne de chemin de fer ne peut aboutir à cause d'une zone de sables mouvants. L'itinéraire doit être changé, ce qui fait que la ligne pourrait passer par Rock Ridge, une ville frontière où tous les habitants portent le même nom, Johnson. Le procureur général intrigant Hedley Lamarr — à ne pas confondre, ce qui arrive souvent dans le film, avec l'actrice Hedy Lamarr — souhaite racheter à bas prix les terrains prévus pour la construction. Pour y parvenir, il tente de chasser les habitants de leur ville. Ainsi, pour leur faire peur, y envoie-t-il une bande de malfaiteurs dirigée par l'inepte Taggart, ce qui incite la population de Rock Ridge à demander au gouverneur de leur affecter un nouveau shérif. Or, le gouverneur, un peu dépassé, se laisse persuader par Lamarr de choisir, pour cette fonction, Bart, un Afro-Américain et ouvrier à la construction des chemins de fer. Comme Bart est noir, Lamarr espère que ce choix outragera les habitants de Rock Ridge à tel point qu'ils finiront soit par abandonner la ville soit par lyncher leur nouveau shérif.
Bart, grâce à son ingéniosité et à l’aide de Jim alias « Waco Kid », un as de la gâchette devenu alcoolique (« à moi tout seul j'ai tué plus d'hommes que Cecil B. DeMille »), œuvre pour faire disparaître l'hostilité à son égard. Il vainc Mongo, un homme de main envoyé par Taggart, et en fait même son allié. Lamarr demande alors à Lili von Schtupp, une séductrice à gages allemande, de le piéger mais elle est réellement séduite par Bart. Ensuite, il parvient à convaincre les habitants de dresser un guet-apens contre l'armée des sbires de Lamarr. 
La bataille décisive entre les hors-la-loi servant Lamarr et les habitants de Rock Ridge va jusqu'à briser littéralement le quatrième mur ; les belligérants quittent le studio de Warner Bros. et le conflit se répand sur le plateau de tournage d'un film musical, puis se fraie un chemin dans la cafétéria pour dégénérer en une bataille de tartes à la crème et de nourriture et, par la suite, tous sortent dans les rues avoisinantes. Lamarr se réfugie dans un cinéma mais Bart le retrouve et le bat en duel.
Ayant sauvé la ville, Bart et Jim courent pour rattraper la fin du film en invitant entre-temps des Blancs et des gens de couleur à vivre en harmonie, avant de partir vers le soleil couchant, d'abord à cheval puis en limousine.

## Fiche technique
Sauf indication contraire, les informations mentionnées dans cette section peuvent être confirmées par la base de données cinématographiques IMDb,  présente dans la section « Liens externes ».
- Titre français : Le shérif est en prison
- Titre original : Blazing Saddles ("selles flamboyantes")
- Réalisation : Mel Brooks
- Scénario : Mel Brooks, Norman Steinberg (en), Andrew Bergman, Richard Pryor et Alan Uger
- Musique : John Morris
  - Orchestration : Jonathan Tunick
- Photographie : Joseph F. Biroc
- Son : Gene Cantamessa
- Montage : Danford B. Greene et John C. Howard (en)
- Costumes : Vittorio Nino Novarese
- Production : Michael Hertzberg
- Sociétés de production : Crossbow Productions et Warner Bros.
- Société de distribution : Warner Bros.
- Budget : ~ 2 600 000 $ US
- Pays de production :  États-Unis
- Langues originales : anglais, secondairement yiddish et allemand
- Format : couleur - 2,35:1 - 35 mm - mono
- Genre : comédie, western
- Durée : 89 minutes
- Dates de sortie :
  - États-Unis : 7 février 1974
  - France : date incertaine (1er février 1974 selon Allociné, 3 décembre 1974 selon le CNC, 11 décembre 1974 selon Imdb et Ciné-Ressources)

## Distribution
Sauf indication contraire, les informations mentionnées dans cette section peuvent être confirmées par la base de données cinématographiques IMDb,  présente dans la section « Liens externes ».
- Cleavon Little (VF : José Bartel) : Bart, le shérif
- Gene Wilder (VF : Francis Lax) : Jim, le « Waco Kid »
- Harvey Korman (VF : Dominique Paturel) : Hedley Lamarr
- Slim Pickens (VF : Raoul Delfosse) : Taggart
- Madeline Kahn : Lili von Schtupp, la « Teutonic Titwillow »
- Mel Brooks (VF : Serge Sauvion) : le gouverneur William J. Lepetomane / le chef des Indiens
- Burton Gilliam (VF : Jacques Balutin) : Lyle
- David Huddleston (VF : Pierre Garin) : Olson Johnson
- John Hillerman (VF : Jacques Ferrière) : Howard Johnson
- George Furth (VF : Paul Bisciglia) : Van Johnson
- Liam Dunn (VF : Alfred Pasquali) : le révérend Johnson
- Carol Arthur (VF : Marcelle Lajeunesse) : Harriett Johnson
- Alex Karras (VF : Claude Bertrand) : Mongo
- Richard Collier (VF : Teddy Bilis) : Dr. Samuel Johnson
- Charles McGregor (VF : Sady Rebbot) : Charlie
- Robyn Hilton (VF : Lily Baron) : Miss Stein, la secrétaire du gouverneur
- Dom DeLuise : Buddy Bizarre
- Jack Starrett (VF : Claude Nicot) : Gabby Johnson
- Don Megowan : un grand type au saloon
- Count Basie : lui-même
- John Alderson : le mâcheur de chewing-gum (non crédité)
- Anne Bancroft : une femme à l'église (caméo, non créditée)
- Aneta Corsaut : la mère d'un touriste (non créditée)
- Richard Farnsworth : un sherif (non crédité)
- Sally Kirkland : la caissière (non créditée)
- Patrick Labyorteaux : Henry (non crédité)
- Boyd 'Red' Morgan : un hors-la-loi (non crédité)
- Hal Needham : un hors-la-loi (non crédité)
- Jack Perkins : un desperado (non crédité)
- Robert Ridgely : Boris, le bourreau (non crédité)
- David Sharpe : l'homme au costume (non crédité)
- Dick Warlock : un villageois (non crédité)
- Bill Zuckert : un officiel (non crédité)

## Autour du film
- Le shérif est en prison est le premier film de l'acteur Patrick Labyorteaux, qui tenait ici le rôle non crédité d'Henry.
- La scène où un homme assomme un cheval d'un coup de poing est citée par Pierre Desproges comme l'un de ses effets comiques préférés.[réf. souhaitée]

## Box-office
- Recettes : États-Unis ~ 119 000 000 $ US

## Distinctions
Sauf indication contraire, les informations mentionnées dans cette section peuvent être confirmées par la base de données cinématographiques IMDb,  présente dans la section « Liens externes ».

### Récompense
- Writers Guild of America 1975 : meilleure comédie écrite directement pour le grand écran pour Mel Brooks, Norman Steinberg (en), Andrew Bergman, Richard Pryor et Al Uger

### Nominations
- Oscars 1975 :
  - Meilleure actrice dans un second rôle pour Madeline Kahn
  - Meilleur montage pour Danford B. Greene et John C. Howard (en)
  - Chanson originale pour Blazing Saddles, musique de John Morris et paroles de Mel Brooks
- BAFTA Awards 1975 : 
  - Meilleur scénario pour Mel Brooks, Norman Steinberg (en), Andrew Bergman, Richard Pryor et Al Uger
  - Meilleur nouveau venu dans un rôle principal pour Cleavon Little
- Photoplay Awards 1975 : film favori

### Autres
- Classé à la 6e place dans le classement 100 Years... 100 Laughs de l'American Film Institute en 2000
- Film inscrit au National Film Registry en 2006
- Film inscrit au OFTA Film Hall of Fame en 2016
- ’’Le shérif est en prison’’(ou ‘’Blazing saddles’’), realisé par Mel Brooks en 1974, est considéré comme un classique de la comédie. Voici quelques éléments clés qui caractérisent ce film:

#### 1. Satire et humour audacieux
Le film est réputé pour sa satire sociale, aborde des thèmes comme le racisme et la corruption, tout en utilisant l’humour débridé pour souligner les absurdités de la société. Mel Brooks exploite les clichés des westerns pour créer une comédie à la fois hilarante et provocante.

#### 2. Intrigue et personnages
L’histoire suit un shérif noir, Bart, qui est nommé dans une petite ville raciste du Far West. Son caractère contraste avec celui des habitants, ce qui engendre des scènes comiques mémorables. Les personnages excentriques et bien développés apportent une richesse à l’intrigue.

#### 3. Impact Culturel
’’Le shérif est en prison’’ a eu un impact significant sur la comédie moderne. Ses dialogues mémorables et ses situations comiques ont influencé de nombreuses œuvres ultérieures. Le film est souvent cité comme un exemple de comédie qui oser aborder des sujets délicats avec audace.

#### 4. Réception critique
À sa sortie, le film a suscité des réactions mixtes, mais il a rapidement gagné en popularité et est maintenant considéré comme un chef-d’œuvre. Il a reçu des éloges pour son humour intelligent et sa capacité à mêler critique sociale et divertissement.
En résumé, ‘’ Le shérif est est en prison’’ est un film comique emblématique  qui mélange satire sociale, humour audacieux et une dose d’absurdité. Il reste pertinent dans le paysage cinématographique et est souvent recommandé aux amateurs de comédies classiques.